# September (latin)

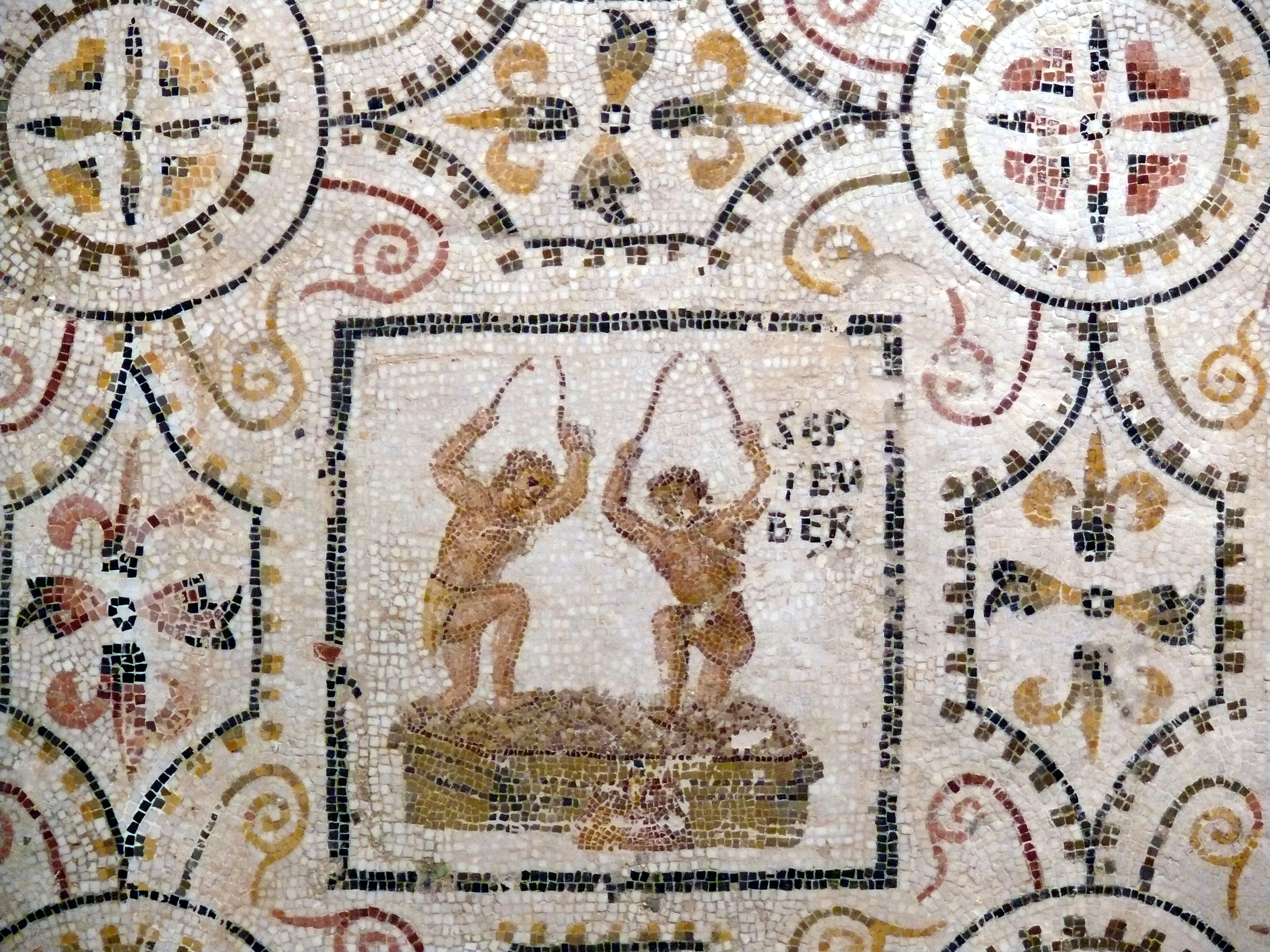
Mosaïque romaine représentant le mois de September

September, -bris (septembre) était, comme son nom l'indique, le septième mois du calendrier romain. Il devient graduellement, selon les pays, le 9e mois de l’année lorsque, en 532, l’Église de Rome décida que l’année commence le 1er janvier, voir Denys le Petit.

## Calendrier
| Septembre | September                     | September (forme longue)                            |
| --------- | ----------------------------- | --------------------------------------------------- |
| 1         | Kalendae (Calendes)           | Kalendis Septembribus                               |
| 2         | IV a.d. Nones                 | ante diem IV (quartum) Nonas Septembres             |
| 3         | III a.d. Nones                | ante diem III (tertium) Nonas Septembres            |
| 4         | Pridie Nones                  | pridie Nonas Septembres                             |
| 5         | Nonae (Nones)                 | Nonis Septembribus                                  |
| 6         | VIII a.d. Ides                | ante diem VIII (octavum) Idus Septembres            |
| 7         | VII a.d. Ides                 | ante diem VII (septimum) Idus Septembres            |
| 8         | VI a.d. Ides                  | ante diem VI (sextum) Idus Septembres               |
| 9         | V a.d. Ides                   | ante diem V (quintum) Idus Septembres               |
| 10        | IV a.d. Ides                  | ante diem IV (quartum) Idus Septembres              |
| 11        | III a.d. Ides                 | ante diem III (tertium) Idus Septembres             |
| 12        | Pridie Ides                   | pridie Idus Septembres                              |
| 13        | Idus (Ides)                   | Idibus Septembribus                                 |
| 14        | XVIII a.d. Octobribus Kalends | ante diem XVIII (duodevicesimum) Kalendas Octobres  |
| 15        | XVII a.d. Octobribus Kalends  | ante diem XVII (septimum decimum) Kalendas Octobres |
| 16        | XVI a.d. Octobribus Kalends   | ante diem XVI (sextum decimum) Kalendas Octobres    |
| 17        | XV a.d. Octobribus Kalends    | ante diem XV (quintum decimum) Kalendas Octobres    |
| 18        | XIV a.d. Octobribus Kalends   | ante diem XIV (quartum decimum) Kalendas Octobres   |
| 19        | XIII a.d. Octobribus Kalends  | ante diem XIII (tertium decimum) Kalendas Octobres  |
| 20        | XII a.d. Octobribus Kalends   | ante diem XII (duodecimum) Kalendas Octobres        |
| 21        | XI a.d. Octobribus Kalends    | ante diem XI (undecimum) Kalendas Octobres          |
| 22        | X a.d. Octobribus Kalends     | ante diem X (decimum) Kalendas Octobres             |
| 23        | IX a.d. Octobribus Kalends    | ante diem IX (nonum) Kalendas Octobres              |
| 24        | VIII a.d. Octobribus Kalends  | ante diem VIII (octavum) Kalendas Octobres          |
| 25        | VII a.d. Octobribus Kalends   | ante diem VII (septimum) Kalendas Octobres          |
| 26        | VI a.d. Octobribus Kalends    | ante diem VI (sextum) Kalendas Octobres             |
| 27        | V a.d. Octobribus Kalends     | ante diem V (quintum) Kalendas Octobres             |
| 28        | IV a.d. Octobribus Kalends    | ante diem IV (quartum) Kalendas Octobres            |
| 29        | III a.d. Octobribus Kalends   | ante diem III (tertium) Kalendas Octobres           |
| 30        | Pridie Octobribus Kalends     | pridie Kalendas Octobres                            |

## Source
Histoire romaine à l'usage de la jeunesse. Revue et complétée par l'Abbé Courval. Librairie Poussielgue. 1887